# Estación de Medina de Pomar
Medina de Pomar fue una estación de ferrocarril situada en el municipio español de Medina de Pomar, en la provincia de Burgos, que formaba parte del ferrocarril Santander-Mediterráneo. En la actualidad las antiguas instalaciones ferroviarias se encuentran fuera de servicio.

## Situación ferroviaria
Las instalaciones se encontraban situadas en el punto kilométrico 336,810 de la línea férrea de ancho ibérico Santander-Mediterráneo, a 579 metros de altitud sobre el nivel del mar.

## Historia
Construida por la Compañía del Ferrocarril Santander-Mediterráneo, entraría en servicio en noviembre de 1930 con la inauguración del tramo Trespaderne-Cidad. La estación, considerada de importancia media, llegó a contar con cinco vías de servicio. En 1941, con la nacionalización de los ferrocarriles de ancho ibérico, las instalaciones pasaron a manos de RENFE. Tras caer en declive, en 1981 las instalaciones fueron rebajadas de categoría y reclasificadas como un apartadero-cargadero. Las instalaciones dejaron de prestar servicio con la clausura al tráfico de la línea Santander-Mediterráneo en enero de 1985.